# Boninozonium okabei
Boninozonium okabei är en mångfotingart som beskrevs av Masatoshi Takakuwa 1942. Boninozonium okabei ingår i släktet Boninozonium och familjen Siphonotidae. Inga underarter finns listade i Catalogue of Life.